# Естадио Саролди
Естадио „Саролди“ (на испански: Estadio Saroldi) е многофункционален стадион в столицата на Уругвай гр. Монтевидео. На него играе домакинските си мачове футболният отбор „Ривър Плейт“. Капацитетът му е 12 000 места.